# Las Ketchup
Las Ketchup (укр. Кетчуп) — іспанська поп-група з Кордови, Андалусія, заснована 2002 року у складі чотирьох сестер на прізвище Муньйос.
Їх пісня Aserejé здобула світовий успіх, було продано 8 мільйонів копій, посівши таким чином 103 місце серед найбільш продаваних синглів в історії музики у всьому світі, повідомляє Media Traffic.

## Історія
Вони досягли музичного успіху у 2002 році завдяки Aserejé, пісні, яка поєднує фламенко та європоп. Цей гіт став піснею літа, потрапивши на перше місце в чартах багатьох країн, включаючи Іспанію та Велику Британію.
Пісня, яка отримала назву The Ketchup Song у не іспаномовних країнах, супроводжувалась характерною хореографією, а текст у вокалі нагадував перші рядки пісні Rapper's Delight американського хіп-хоп-тріо The Sugarhill Gang, очевидна схожість, яку композитор Асереє, Мануель Руїс Квекошунс, відтворив оригінально, зробивши пародію на попередню.
На цьому етапі в групі залишилося лише троє учасниць — Лола, Пілар та Лусія, оскільки четверта, Росіо, була вагітною.
У 2006 році вони випустили свій другий студійний альбом «Un Blodymary», який спочатку отримав хороший прийом. Гурт представлив Іспанію на Євробаченні 2006 року з піснею Un Blodymary, де вони зайняли 21 місце (з 24 учасників), з 18 балами (12 балів від Андорри та 6 від Албанії).
Вони були запрошені до першого півфіналу Melodifestivalen 2016 у Гетеборзі (Швеція), де вони виступили зі своїм всесвітньо відомим Aserejé.
У 2017 році вони знову з'явилися колективом на фестивалі Pa'l Norte, що проходив у місті Монтеррей (Мексика), що стало одним із сюрпризів цього масового шоу, з великим сприйняттям від мексиканської публіки.
1 березня 2019 року вони виступають у французькій телевізійній програмі «Touche Pas à Mon Poste», яку веде Сіріл Хануна з нагоди спеціальної програми «Années 2000», де вони виконують свою пісню «Hijas del Tomate» (укр. Дочки томатів).

## Маркетинг
Пісня Aserejé увійшла до відеоігри EyeToy: Ritmo Loco; і незабаром у Just Dance 4 як танці та караоке одночасно. Фрагмент також звучить у фільмі «Мадам» 2017 (1:03:26).

## Дискографія

### Студійні альбоми
- 2002: Hijas del Tomate
- 2006: Un Blodymary

## Нагороди та номінації
| Рік  | Премія                     | Категорія                                                        | Номінована робота | Результат |
| ---- | -------------------------- | ---------------------------------------------------------------- | ----------------- | --------- |
| 2002 | Premios Ondas              | Найкращий іспанський артист-новачок або гурт                     | Ellas mismas      | Перемога  |
| 2002 | Premios Amigo              | Відкриття іспанського гурту.                                     | Ellas mismas      | Перемога  |
| 2003 | Premios Billboard Latinos  | Кращий поп-альбом нового покоління                               | Hijas del Tomate  | Перемога  |
| 2003 | Premios Billboard Latinos  | Найбільша пісня з тропічної сальси, яку випромінює дует або гурт | «Aserejé»         | Перемога  |
| 2003 | Record fair MIDEM (Cannes) | Художнє відкриття                                                | Ellas mismas      | Перемога  |